# Землянский 226-й пехотный полк
226-й пехотный Землянский полк — пехотная воинская часть Русской императорской армии. Существовал с 1914 по 1918 год. Прославился под Осовцом, совершив «атаку мертвецов».

## Формирование полка
Сформирован в 1914 г. из кадра, выделенного 10-м пехотным Новоингерманландским полком (г. Калуга). Входил в состав 57-й пехотной дивизии.

## Кампании полка
После создания полка в июле 1914 г. он вошёл в состав 57-й пехотной дивизии 1-й армии П. К. фон Ренненкампфа. Первый бой был принят 29 августа. Землянцы прикрывали отступление русских войск из Восточной Пруссии, по сути предотвратив их окружение. За проявленное мужество в арьергардных боях с неприятелем 14 нижних чинов полка были награждены Георгиевскими крестами 4-й степени.
В конце января 1915 г. Землянский полк оказался в Осовце, взяв под охрану периметр крепости.
После оставления Осовца Землянский полк отошёл к Гродно. При его обороне землянцы также проявили чудеса героизма, очистив восточную часть города от противника. 19 августа 1915 г. офицеры и нижние чины полка подверглись второй газовой атаке.
В конце июля — начале августа 1916 г. полк участвовал в битве при Ковеле, затем в боях с австро-венграми под Тернополем. А в декабре его перевели в Румынию, спасать от разгрома нового союзника России. Здесь землянцы пробыли до окончания боевых действий в декабре 1917 г., после чего «разъехались по домам»

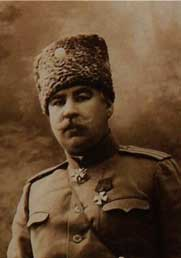
полковник Константин Васильевич Катаев

## Командиры полка
- 16.08.1914 — 11.11.1914 — Толбузин Дмитрий Алексеевич, полковник
- 22.11.1914 — 24.07.1916 — Катаев Константин Васильевич, полковник
- 25. 07. 1916  —  06.09.1916 —  Вр. и.    Потапов Василий Петрович, полковник
- 07.09.1916 — 15.06.1917 — Горев Павел Петрович, полковник
- 04.07.1917 —    1917     — Белобородов Алексей Тихонович, полковник

## Полные Георгиевские кавалеры, служившие в полку
- Гвозденко Алексей Семёнович[1]
- Черных Фёдор Семёнович[1]

## Известные люди, служившие в полку
- Котлинский, Владимир Карпович
- Стржеминский, Владислав Максимилианович
- Новиков, Андрей Никитич

## Память
- 6 августа 2015 года в Пскове открыт памятник землякам-солдатам Первой мировой войны[2].
- 6 августа 2015 года в Землянске (Воронежская область) был установлен памятный знак 226-му пехотному Землянскому полку[3].